# Pé de pato

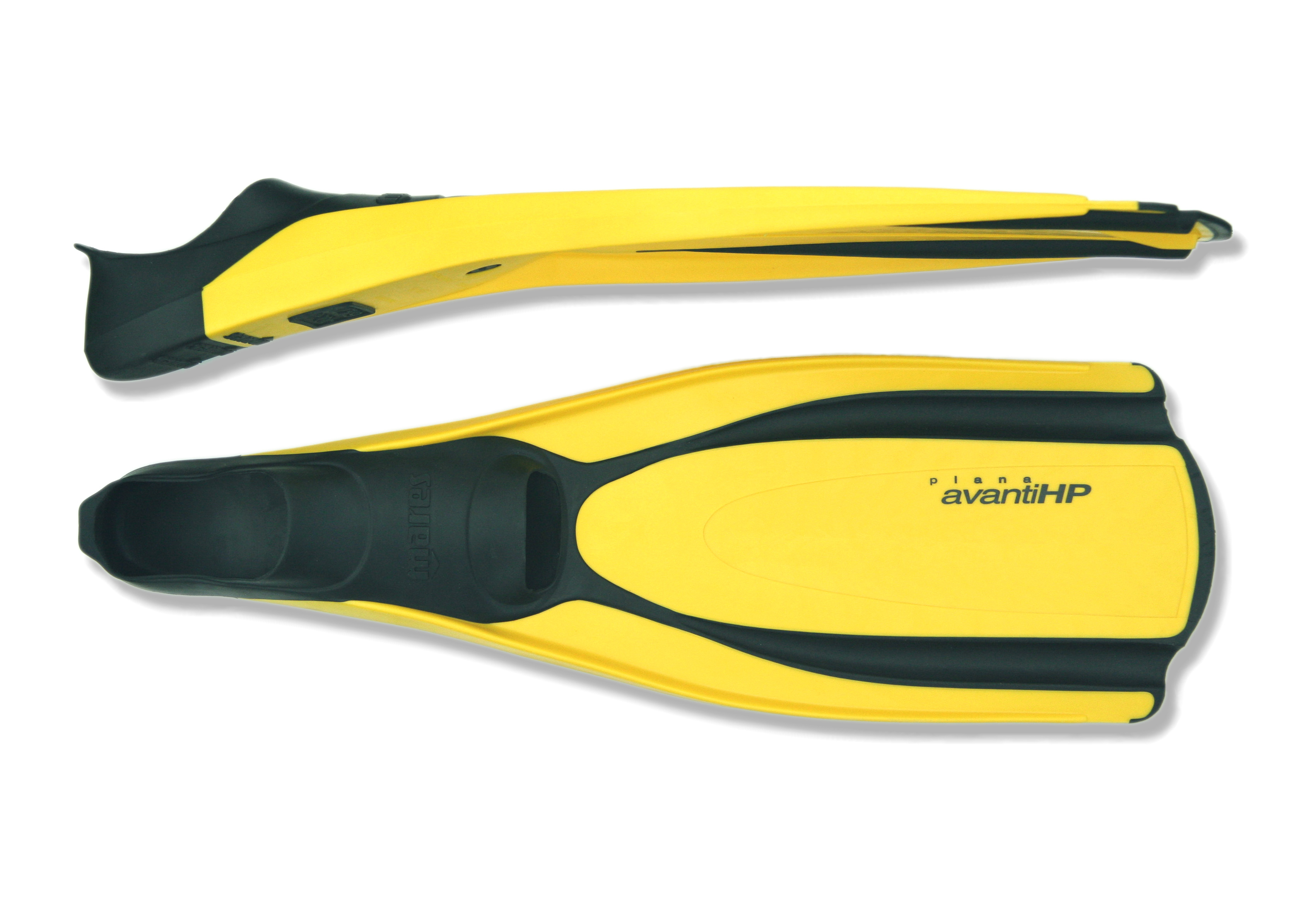
Um par de pés de pato.

Os pés de pato (plural de pé de pato) ou também conhecidos como barbatanas ou nadadeiras, são utilizados no pé ou na perna, feitos de barbatanas de borracha ou de plástico, para ajudar a circulação em meio à água, seja por um simples mergulho, ou atividades esportivas, como natação, bodyboard, bodysurf, hydrospeed e outros esportes derivados.
Mergulhadores utilizam pés de pato para se deslocar através da água com maior eficiência, como pés humanos tem uma eficácia relativamente baixa comparado a este objeto, especialmente quando o mergulhador está transportando equipamentos. Pés de pato muito longos e monofins são utilizados por mergulhadores livres como um meios de propulsão subaquática que não requer alta frequência do movimento da perna.

## Invenção
Os inventores do conceito do pé de pato são Giovanni Alfonso Borelli e Leonardo da Vinci. Durante a sua juventude, Benjamin Franklin fez um par de pés de pato e começou a nadar com eles no Rio Charles, que ficava perto de Boston, onde ele morava; tendo feito a armação sobre pedaços finos de madeira, adquirindo uma impulsão maior sobre a água.
Louis de Corlieu na França, e Owen Churchill nos Estados Unidos, trabalhando independente um do outro, foram os dois primeiros a fazer pés de pato práticos. Churchill desenvolveu-o para a Marinha dos Estados Unidos no início dos anos 40.